# Довбор-Мусницкий, Константин Романович
Константи́н Рома́нович До́вбор-Мусни́цкий (20 апреля (2 мая) 1857, Гарбув, Царство Польское — 17 декабря 1931, Варшава, Польская Республика) — русский военачальник (генерал-лейтенант), военный юрист, участник Русско-японской и Первой мировой войн, Георгиевский кавалер.
Брат — Довбор-Мусницкий, Иосиф Романович, генерал-лейтенант, Георгиевский кавалер. До 1902 года братья имели фамилию Довбор, затем официально сменили её на Довбор-Мусницкий.

## Биография

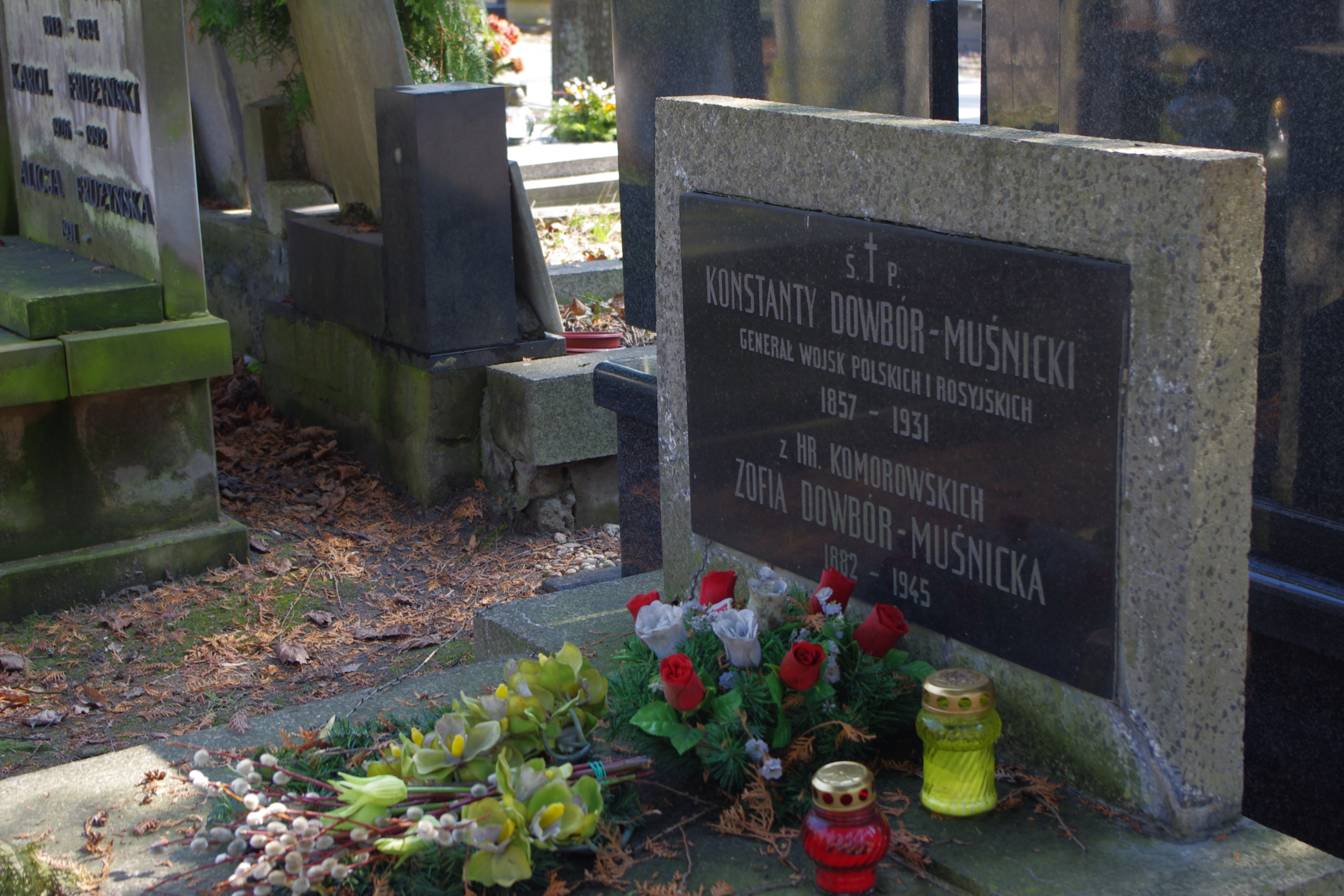
Могила генерала Константина Довбор-Мусницкого (фото 2013 года)

Родился 20 апреля (2 мая по новому стилю) 1857 года в городе Гарбув близ Сандомира (Царство Польское, Российская империя).
Образование получил в Радомской классической гимназии.
В военную службу вступил 21 августа 1876 года. В 1878 году окончил Павловское военное училище. Выпущен подпоручиком (ст. 16.04.1878) в Лейб-гвардии 1-й Стрелковый батальон. Был делопроизводителем батальонного суда, заведовал батальонной учебной командой, командовал ротой.
Поручик (ст. 04.12.1883). Штабс-капитан (ст. 15.06.1886). Капитан (ст. 01.04.1890).
Окончил Александровскую военно-юридическую академию (по 1-му разряду). Служил помощником военного прокурора военно-окружного суда Казанского военного округа (21.08.1892—25.05.1895).
Подполковник (ВП 28.03.1893, ст. 28.03.1893). Военный следователь Казанского военного округа (25.05.1895—12.05.1899).
Полковник (ВП 13.04.1897, ст. 13.04.1897). Военный следователь Московского военного округа (12.05.1899—05.11.1900). В 1902 году состоял в списках 12-го Восточно-Сибирского стрелкового полка (1902 — январь 1904). Командир батальона, начальник Пекинского охранного отряда (01.08.1902—24.12.1903). Состоял в распоряжении Наместника Е. И. В. на Дальнем Востоке (24.12.1903—27.01.1904).
Участник Русско-японской войны 1904—1905 годов. Командир 35-го Восточно-Сибирского стрелкового полка (27.01.—05.10.1904). Был ранен в бою у Вафангоу, состоявшегося 1—2 июня 1904 года. Контужен в боях у Ляояна 16—19 августа 1904 года.
Генерал-майор (пр. 05.10.1904; ст. 02.06.1904; за отличия в делах против японцев). Командир 1-й бригады 1-й Восточно-Сибирской стрелковой дивизии (05.10.1904—15.03.1907). В боях у Мукдена командовал 1-й Восточно-Сибирской стрелковой дивизией. Вследствие ранений в Маньчжурии был причислен к 3-му классу Александровского комитета о раненых. Был командиром 1-й бригады 9-й пехотной дивизии (с 15.03.1907), начальником 2-й Кавказской стрелковой бригады (с 21.11.1908).
Произведен в генерал-лейтенанты с увольнением от службы с мундиром и пенсией и с зачислением в пешее ополчение по Варшавской губернии (ВП 19.07.1911).
В начале Первой мировой войны Довбор-Мусницкий возвращён на службу с тем же чином и назначен начальником 14-й Сибирской стрелковой дивизии (11.09.1914—22.01.1917). 22 января 1917 года был отчислен за болезнью в резерв чинов при штабе Петроградского военного округа.
Состоял в офицерском резерве Войска Польского (с 1920 года), дивизионный генерал. Позже работал в адвокатской конторе в Варшаве.
Умер в Варшаве 17 декабря 1931 года. Похоронен на Старом Повонзковском кладбище.

## Сочинения
Константин Романович Довбор-Мусницкий — автор сочинений:
- монографии «Законоположения о браках офицеров в России, Франции, Австрии и Пруссии» (1899)
- статьи по вопросу о страховании жизни офицеров («Военный Сборник», 1899)
- статей по вопросам быта офицеров и низших чинов («Разведчик», 1900)
- заметки о Мукденском сражении («Разведчик», 1906)

## Награды
- Награждён орденом Св. Георгия 4-й степени (ВП 28.07.1907), — «…за отличный подвиг храбрости, оказанный им 17-го и 18-го августа 1904 года в сражении под Ляояном, при отбитии многократных атак неприятеля на занимаемую вверенным ему 35-м Восточно-Сибирским стрелковым полком позицию», и Золотым оружием — Золотой шашкой с надписью «За храбрость» (ВП 30.07.1905).
- Также был награждён орденами: Св. Станислава 3-й степени, Св. Анны 3-й степени (ВП 11.11.1903); Св. Станислава 2-й степени с мечами (1904, ВП 27.03.1905); Св. Владимира 4-й степени с мечами и бантом (ВП 09.12.1904); Св. Владимира 3-й степени с мечами (ВП 13.07.1905); Св. Анны 2-й степени с мечами (ВП 16.04.1906); Св. Станислава 1-й степени (1911); Св. Анны 1-й степени с мечами (ВП 26.02.1915); Св. Владимира 2-й степени с мечами (ВП 26.05.1915); Белого Орла с мечами (ВП 22.09.1915); мечи к ордену Св. Станислава 1-й степени (ВП 18.01.1916).